# Audi R8 4S
L'Audi R8 4S (sigla di progetto: Typ 4S) è la seconda generazione dell'omonima coupé, un'autovettura sportiva prodotta dalla casa automobilistica tedesca Audi dal 2015 fino alla fine di marzo 2024.

## Profilo

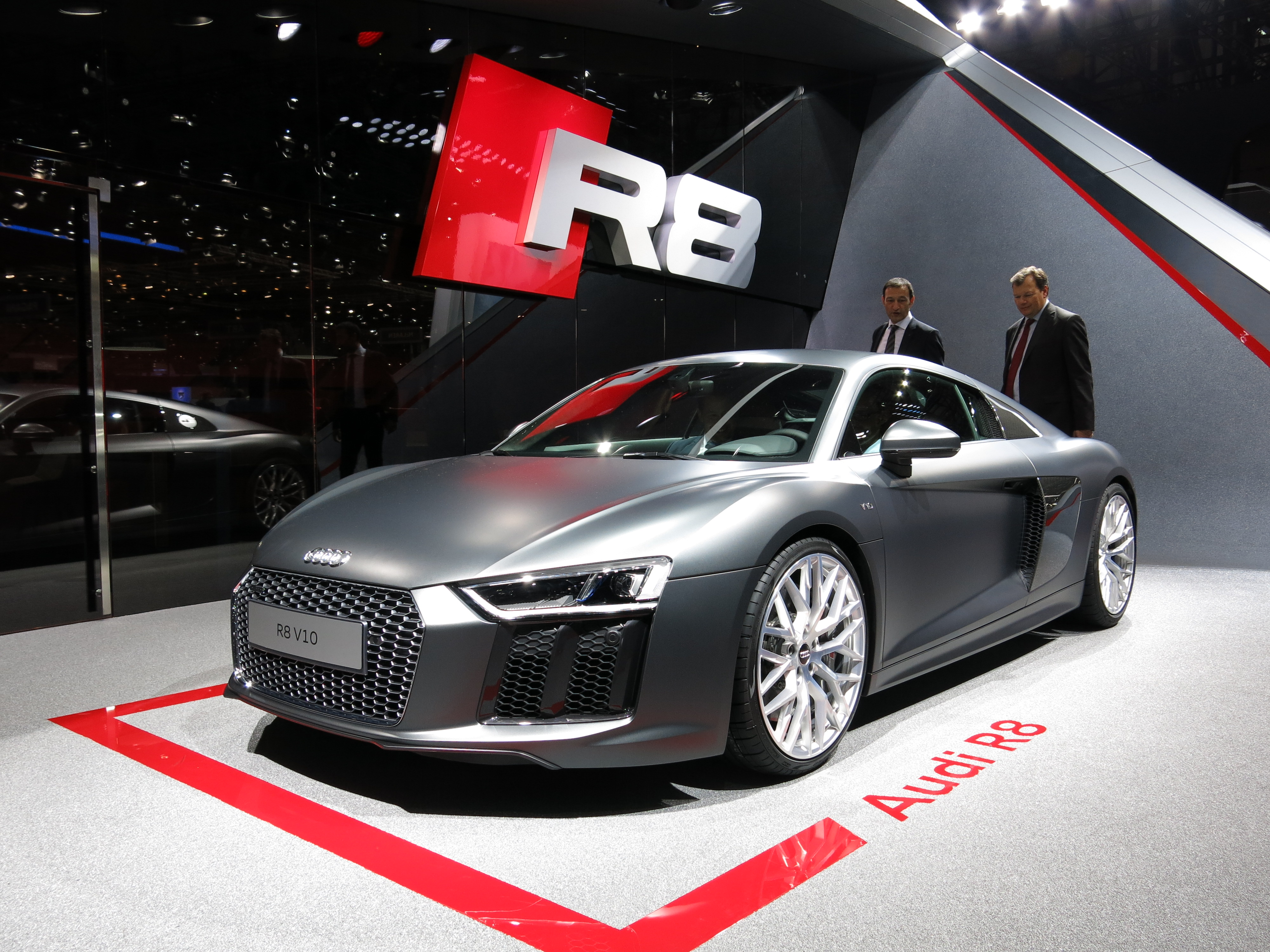
La R8 standard da 540 CV durante la presentazione a Ginevra 2015

Presentata al Salone dell'automobile di Ginevra del 2015, il design non viene stravolto rimanendo fedele alla serie precedente, ma le linee vengono evolute diventano globalmente più spigolose rispetto alla generazione che va a sostituire: nuovi sono gli interni, la calandra è tipicamente Audi bassa e spigolosa, richiama il design della TT con il logo posto sul cofano motore invece che sulla griglia anteriore, mentre le linee sono meno estreme e più sinuose rispetto a quelle della Huracán, dal quale la vettura deriva.

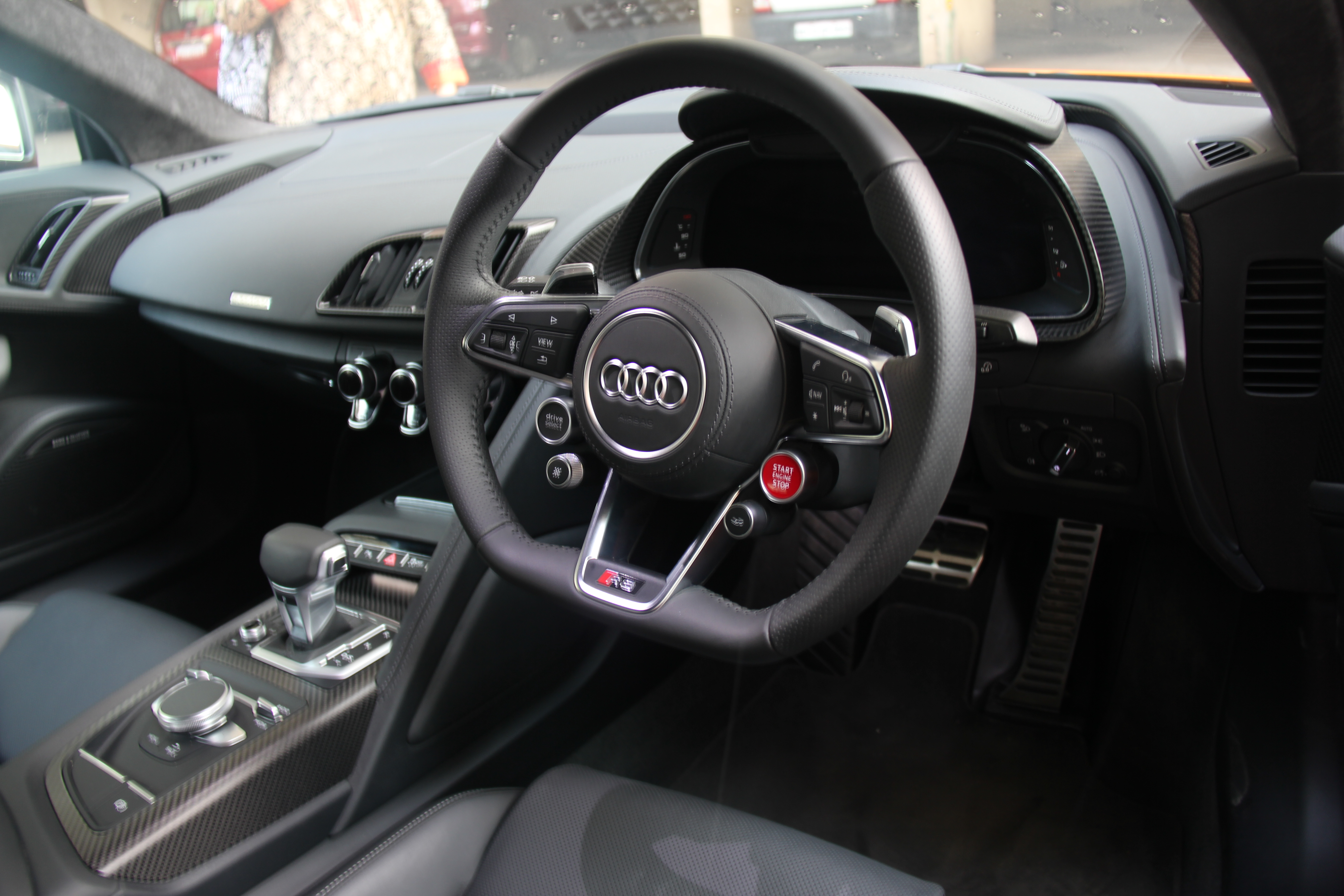
Posto guida

Rispetto al vecchio modello perde mediante 50 Kg di peso, grazie al largo uso di fibra di carbonio e di alluminio per il telaio e parte della carrozzeria.
Rispetto alla "R8 42", non è più disponibile ne il cambio manuale ne il motore V8: al lancio le uniche due versioni a listino sono dotate del V10 progettato e sviluppato da Audi e prodotto a Győr in Ungheria e condiviso con la Huracán: la meno prestante ha 540 CV, mentre la più potente denominata "R8 V10 Plus" ha 610 CV. La velocità massima è 325 Km/h con uno scatto da 0 a 100 Km/h in 3,2 secondi.

## Evoluzione

### R8 Spyder

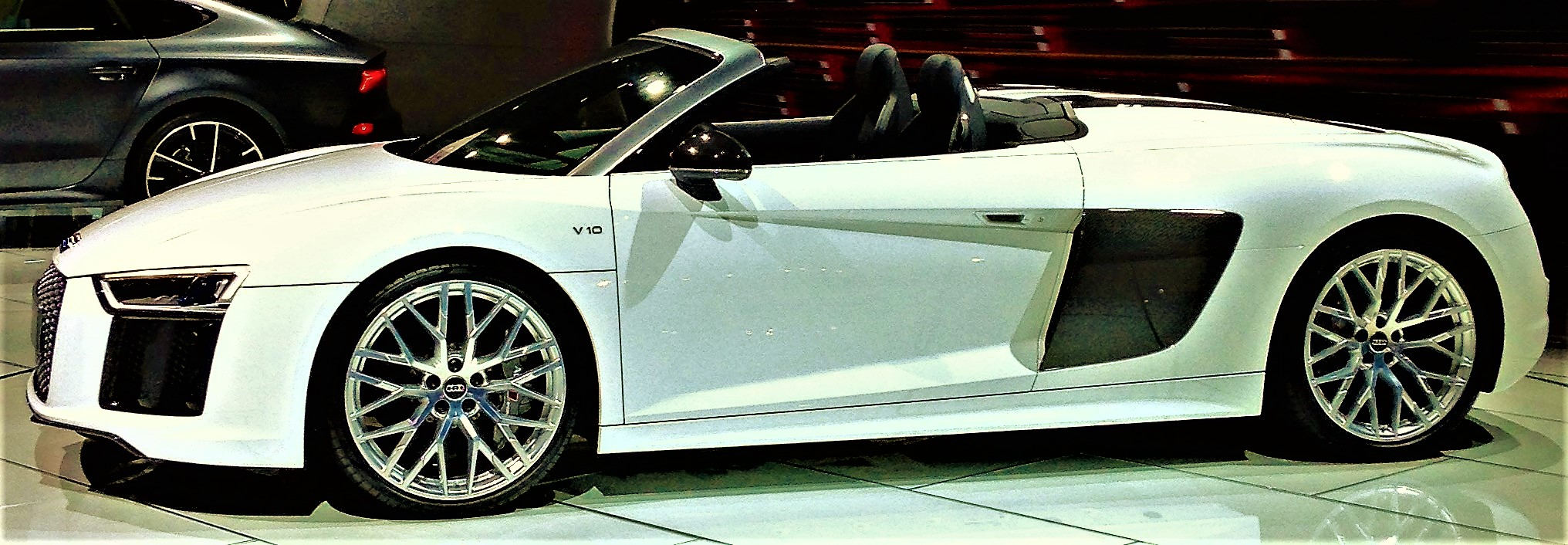
Un'Audi R8 Tipo 4S Spider

Presentata al Salone Internazionale dell'Auto di New York 2016, la R8 Spyder è la variante scoperta della R8. Inizialmente al lancio era disponibile solo con il motore V10 standard, accreditato di 540 CV, con la versione V10 Plus Spyder con il motore da 610 CV  che è stato aggiunto alla gamma a metà del 2017. La capote che rispetto alla vecchia serie è stata ridisegnata e riprogettata, è azionabile ad una velocità fino a 50 km/h.

### R8 e-tron

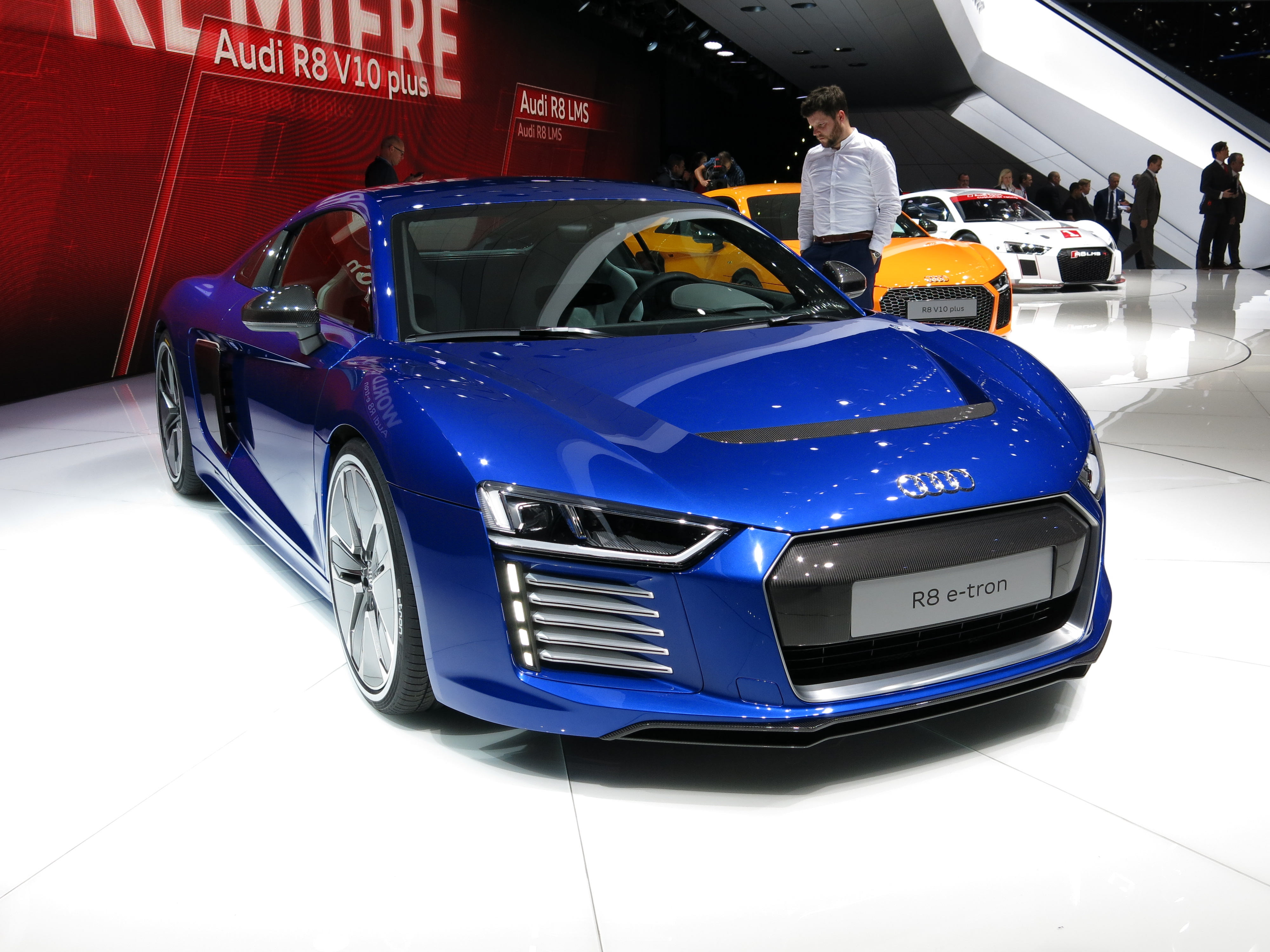
R8 e-tron

Presentata al salone di Ginevra 2015, la R8 e-Tron è stata costruita per circa un anno fino a ottobre 2016; la produzione è stata interrotta prematuramente per via dei volumi di vendita sotto le aspettative causate dall'elevato prezzo listino.
La R8 e-tron rappresenta la variante elettrica della R8 standard: è dotata di due motori elettrici posto uno al retrotreno e altro all'avantreno, che erogano una potenza totale di 340 kW (462 CV) e una coppia di 920 Nm. Autonomia dichiarata dalla casa di attesta sui 450 chilometri. Della vettura sono stati prodotti meno di 100 esemplari.

### R8 RWS

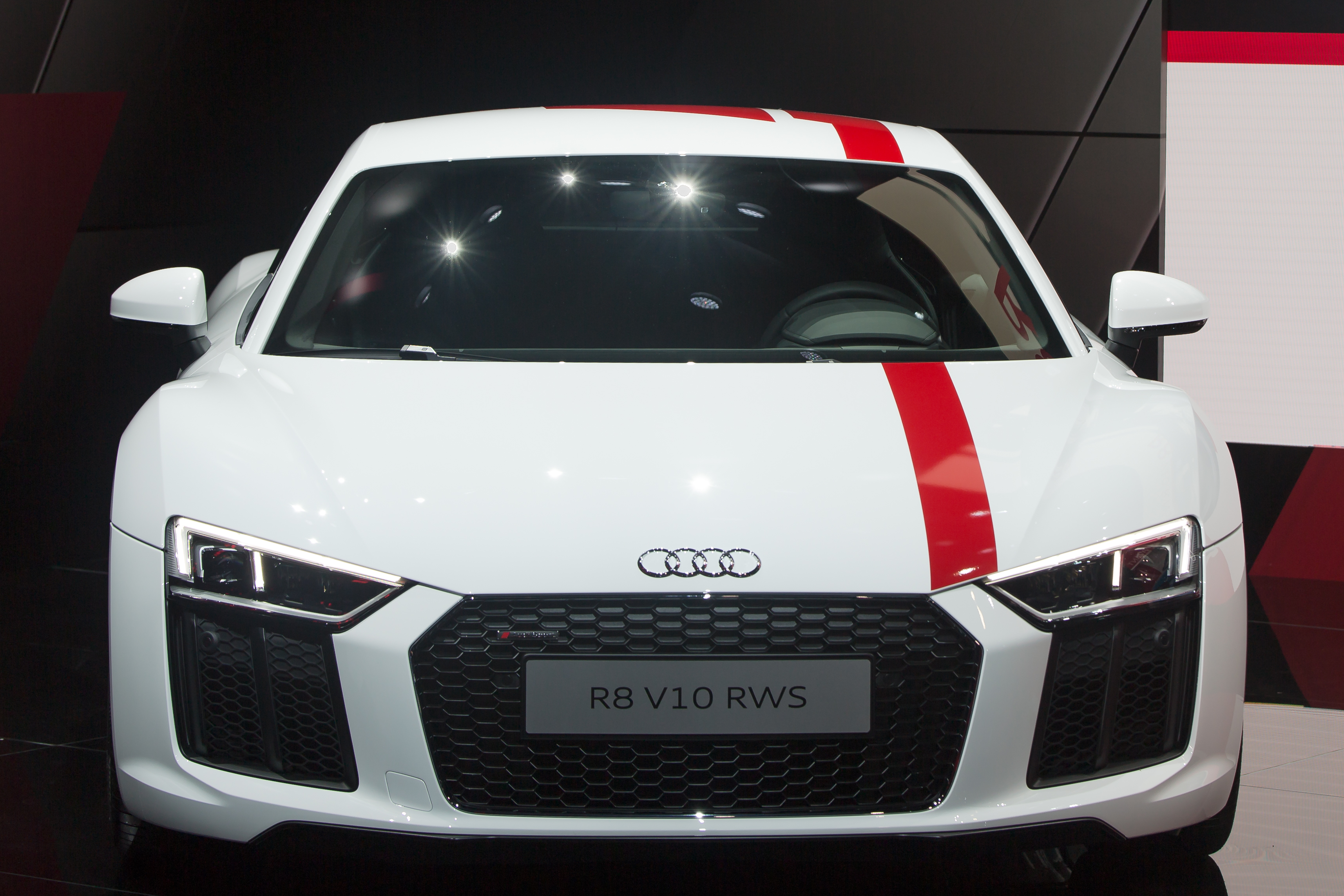
R8 RWS

Svelata al Salone di Francoforte 2017, la R8 RWS (dove RWS sta per Rear Wheel Series) è la variante con la sola trazione posteriore dell'Audi R8, creata in edizione limitata a sole 999 unità. Utilizza lo stesso motore V10 da 540 CV della R8 standard, ma grazie dell'eliminazione del sistema di trazione integrale, il peso è stato ridotto di circa 50 kg. Il tempo di accelerazione nello 0 a 100 km/h aumenta di 0,2 secondi toccando i 3,7 secondi mentre la velocità massima è rimasta invariata a 320 km/h. La R8 V10 RWS è il primo veicolo di serie prodotto dall'Audi ad essere dotato esclusivamente della sola trazione posteriore.
Visivamente, la R8 RWS è caratterizzata da una griglia frontale nera opaca, prese d'aria anteriori e posteriori in nero opaco e e altri dettagli di colore nero lucido. La carrozzeria è attraversa longitudinalmente da striscia di colore rosso che si estende dalla parte anteriore sinistra alla parte posteriore destra della vettura. Di serie sono previsti i sedili sportivi e dei cerchi neri da 19 pollici disegno specifico. 

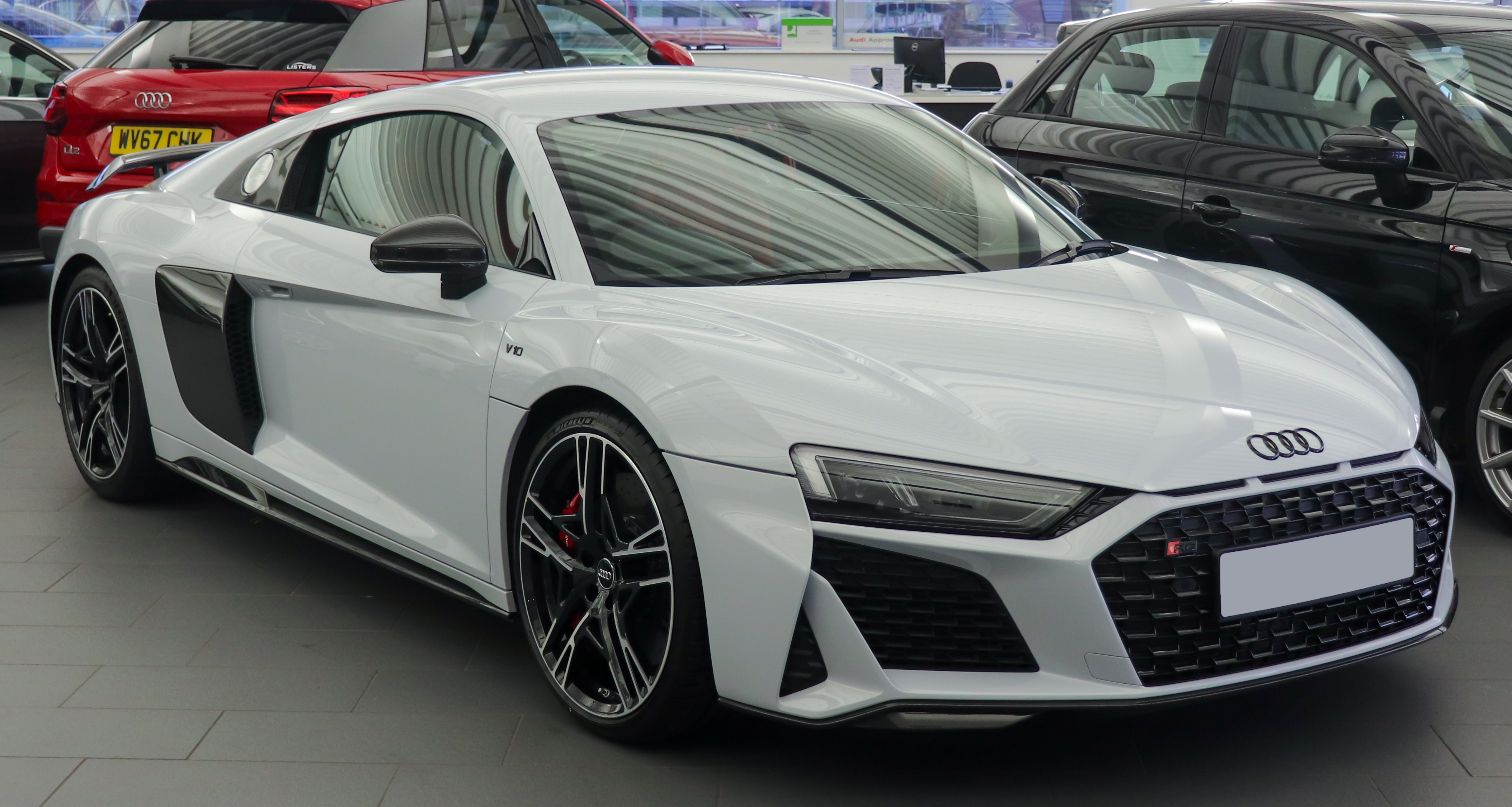
Restyling

## Restyling 2019
La R8 è stata rinnovata nel novembre 2018 e in questa occasione le versioni hanno cambiato nome diventando R8 V10 Quattro e R8 V10 Performance.
La versione Quattro ha 30 CV in più e arriva a erogare 570 CV e 550 Nm di coppia. La versione Performance ha 50 CV in più sviluppando 620 CV e 580 Nm di coppia. Le prestazioni sono migliorate, con la Quattro che accelera da 0 a 100 km/h in 3,4 secondi con 324 km/h di massima velocità, mentre la V10 Performance ne richiede 3,1 secondi (3,2 la Spyder) e raggiunge la punta massima di 331 km/h (329 la Spyder).

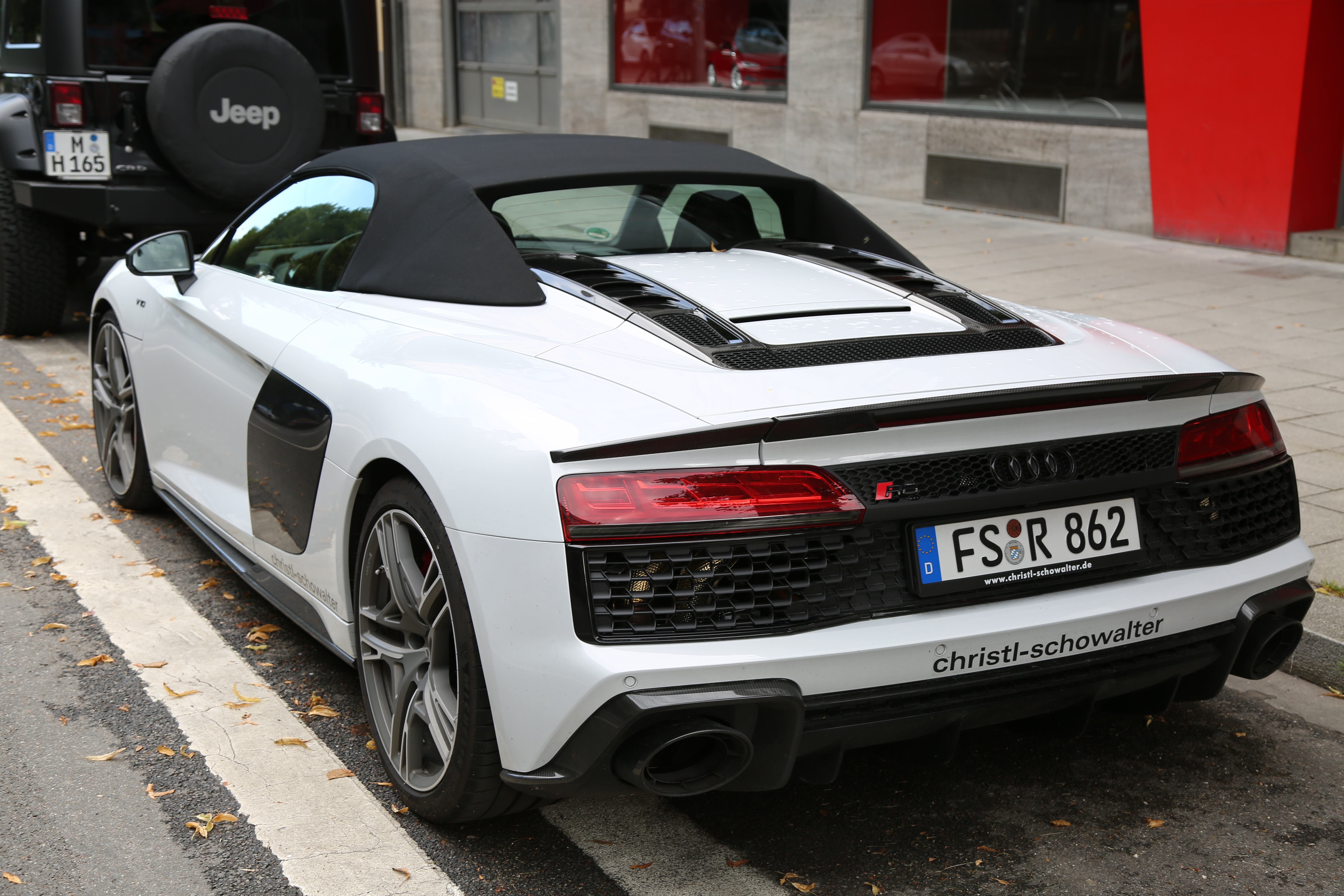
R8 Spyder Restyling

L'estetica della versione restyling della R8 cambia poco con alcune modifiche alla parte anteriore e posteriore, con una nuova calandra ispirata alla R8 LMS GT3 presentata al Salone di Parigi nel 2018 e di un nuovo diffusore posteriore. 
Il nuovo paraurti anteriore ha un design più squadrato ed è dotato di alette su entrambi i lati per migliorare la deportanza sull'asse anteriore. La griglia del radiatore è stata allargata e sopra di essa sono presenti tre piccole feritoie d'aria orizzontali tra i fari per migliore il flusso d'aria, che nella forma richiamano le stesse che aveva la Audi Quattro. Le minigonne laterali sono state maggiorate e rifinite in fibra di carbonio. Rivista anche la parte posteriore con un nuovo sfogo d'aria tra i fanali e nuovi terminali di scarico rotondi anziché trapezoidali.
Inoltre con il restyling vengono montati di serie pneumatici Michelin Pilot Sport Cup 2, freni carboceramici più grandi e un nuovo sterzo con servoassistenza elettromeccanico a pignone e cremagliera per avere una risposta più diretta al comando. In opzione, è disponibile sull'asse anteriore una barra stabilizzatrice rinforzata in CFRP più leggera di 2 kg rispetto all'originale con supporto in alluminio derivata da quella montata sulla versione R8 LMS. A richiesta sono disponibili anche ruote forgiate in lega leggera con un diametro di 20 pollici.

### R8 V10 GT RWD
Nell'ottobre 2022 Audi ha presentato un'altra variante della R8, denominata Coupé V10 GT RWD, dotata di trazione posteriore. Il V10 5.2 eroga 620 CV (456  kW) e accelera da 0 a 100 km/h in 3,4 secondi. La produzione del modello è limitata a 333 esemplari in tutto il mondo.

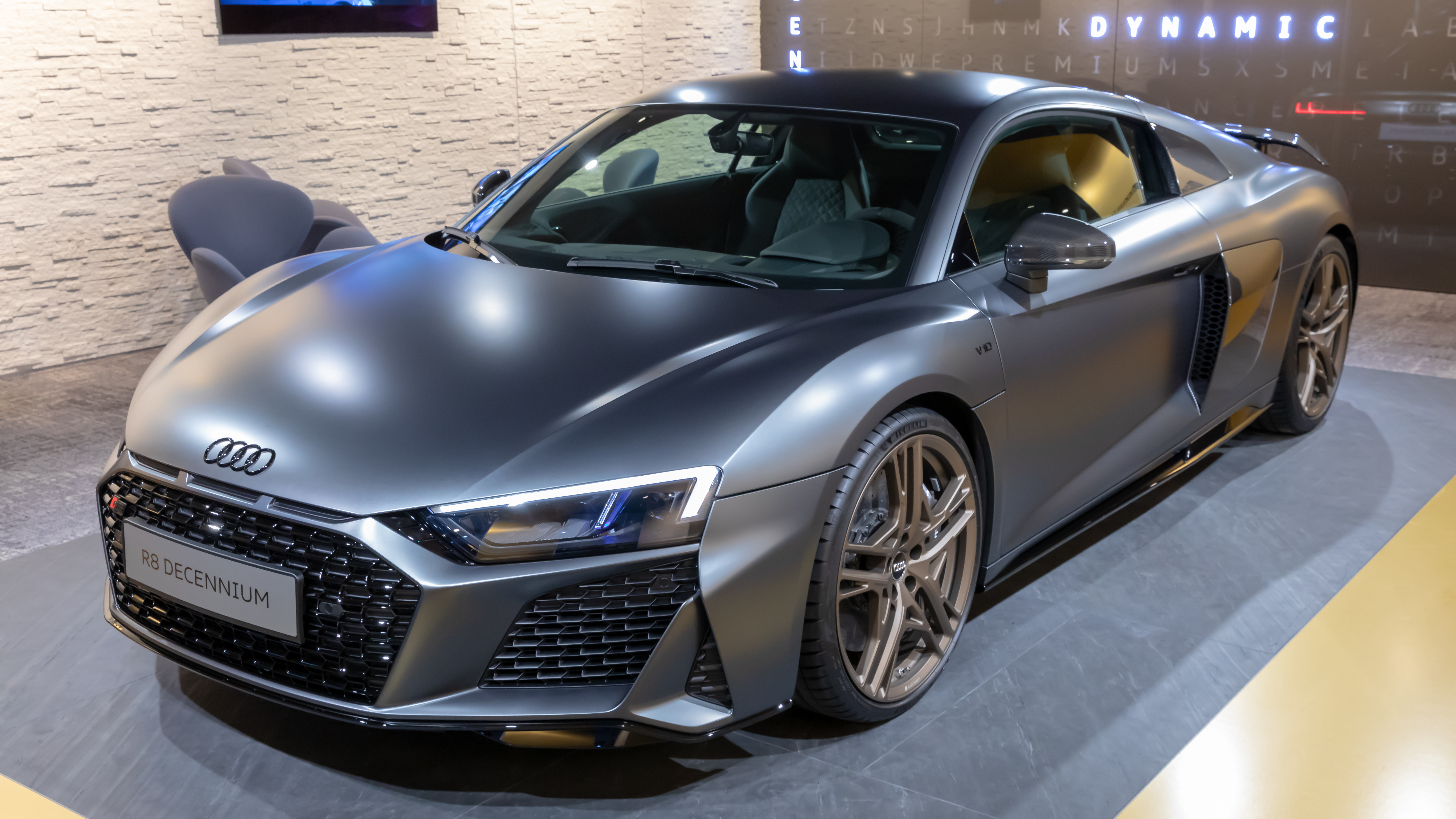
R8 V10 Decennium

## Versioni speciali

### R8 Decennium
Presentata al Salone di Ginevra 2019, la R8 Decennium (che in latino significa "decade") è un modello in edizione limitata creato per celebrare i dieci anni dal primo motore V10 montato su una R8. La R8 Decennium si basa sulla R8 V10 performance ed è dotata di cerchi in lega da 20 pollici specifici e cofano motore con finitura in bronzo, elementi aerodinamici rifiniti in nero lucido, colore carrozzeria grigio opaco, rivestimenti interni in alcantara/pelle nera con finiture in fibra di carbonio e badge Decennium. La produzione della R8 Decennium è limitata a 222 unità nella sola versione coupé.

## Riconoscimenti
- Volante d'Oro 2015[17][18]